# Mykoła Lubynski

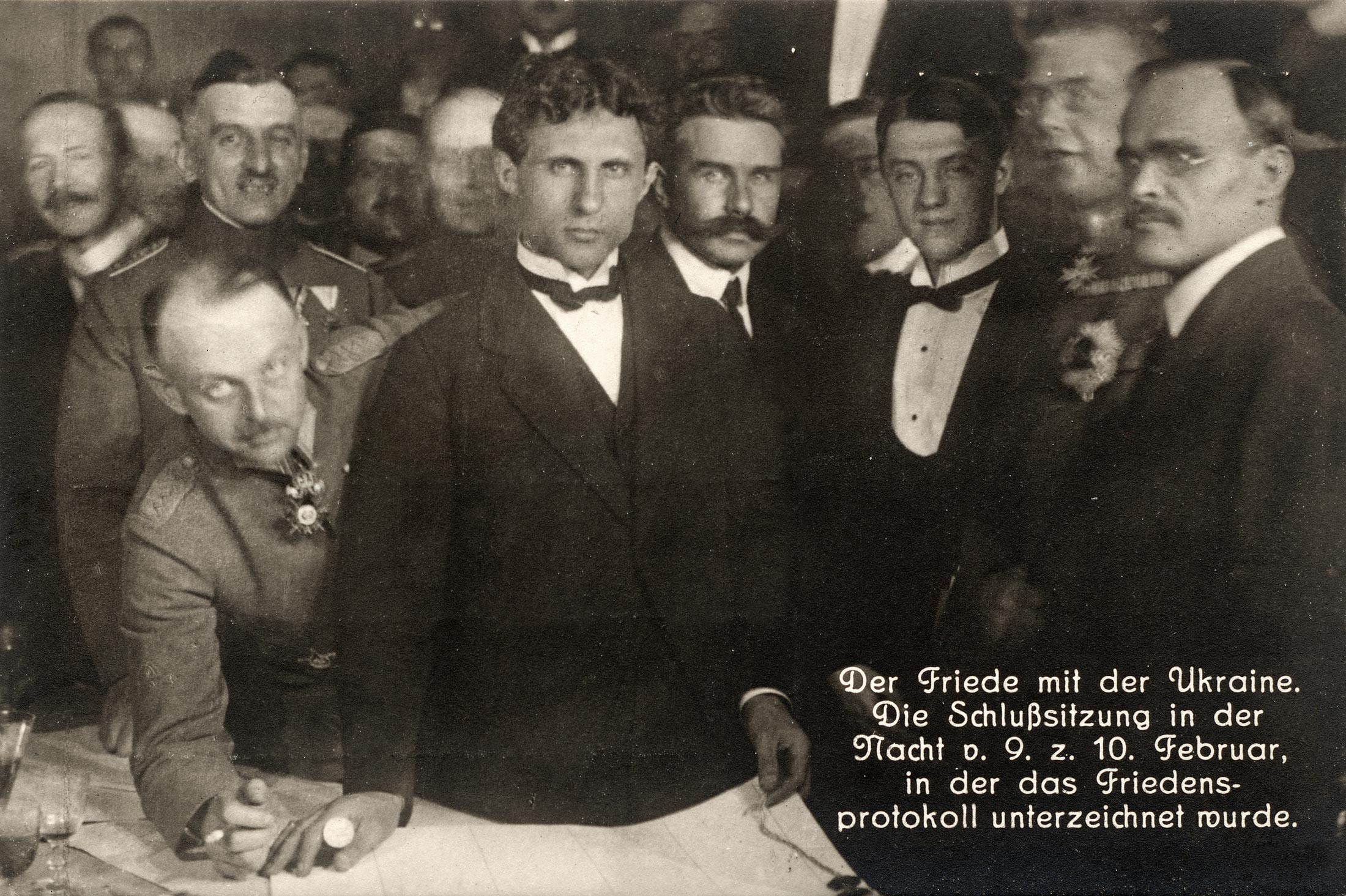
Podpisanie traktatu brzeskiego nocą z 9/10 lutego 1918. Od lewej: gen. Brinkmann, Mykoła Lubynski, Mykoła Łewycki, Ołeksandr Sewriuk, gen. Max Hoffmann i Serhij Ostapenko.

Mykoła Lubynski ukr. Микола Любинський (ur. 23 września?/5 października 1881 we wsi Strychowce – zm. 8 stycznia 1938 na uroczysku Sandarmoch) – ukraiński filolog, działacz społeczny i polityczny, minister spraw zagranicznych Ukraińskiej Republiki Ludowej (1918).

## Życiorys
Urodził się w rodzinie duchownego prawosławnego. W 1910 ukończył gimnazjum w Kamieńcu Podolskim,  w 1911 wstąpił na wydział historyczno-filozoficzny Uniwersytetu Kijowskiego, który ukończył w 1916. Po rewolucji lutowej i obaleniu caratu wstąpił do Ukraińskiej Partii Socjalistów Rewolucjonistów (UPSR). W kwietniu 1917 na Ukraińskim Kongresie Narodowym wybrany do Ukraińskiej Centralnej Rady z guberni połtawskiej. Z ramienia Ukraińskiej Partii Socjalistów-Rewolucjonistów wszedł do Małej Rady. 29 listopada 1917 wyznaczony na członka i sekretarza ukraińskiej delegacji na rokowania pokojowe z Państwami Centralnymi, które doprowadziły do zawarcia 5 lutego 1918 traktatu pokojowego pomiędzy proklamowaną właśnie Ukraińską Republiką Ludową a Cesarstwem Niemieckim i Austro-Węgrami oraz ich sojusznikami Carstwem Bułgarii i Imperium Osmańskim (Turcją). 27 stycznia 1918 podpisał traktat pokojowy, a 30 stycznia odezwę do narodu niemieckiego o udzielenie Ukraińskiej Republice Ludowej pomocy przeciw agresji bolszewickiej. Apel był formalną podstawą wkroczenia armii niemieckiej i austro-węgierskiej na Ukrainę, skąd w lutym-marcu 1918 wyparły siły bolszewickie.
Od 24 marca 1918 do 28 kwietnia 1918 minister spraw zagranicznych w rządzie Wsewołoda Hołubowycza. Tuż przed przewrotem hetmańskim aresztowany na krótko przez Niemców. Wycofał się z działalności politycznej, w okresie  Hetmanatu pracował w wydawnictwie Knyhospiłka, później pozostał w USRR. Był współpracownikiem Instytutu Ukraińskiej Terminologii Naukowej (ukr. Інститут Української Наукової Мови) Wszechukraińskiej Akademii Nauk, wykładowcą w szkołach wyższych Kijowa.
30 października 1930 aresztowany przez GPU  w sprawie tzw. Ukraińskiego Centrum Narodowego (mistyfikacja OGPU). 21 marca 1932 postanowieniem trójki przy Kolegium GPU USRR skazany na trzy lata obozu koncentracyjnego. Karę odbywał w łagrach Biełbałtłaga (Kanał Białomorsko-Bałtycki). W 1933 postanowieniem GPU USRR karę zwiększono o kolejne 5 lat zesłania i zesłano go do Miedwieżjegorska, gdzie pracował jako archiwista zarządu Kanału Białomorsko-Bałtyckiego. 12 listopada 1937 ponownie aresztowany przez NKWD. 15 grudnia 1937 specjalna trójka NKWD obwodu leningradzkiego skazała go na śmierć. Rozstrzelany na uroczysku Sandarmoch w Karelii, w pobliżu Miedwieżjegorska. Zrehabilitowany 15 września 1989.